# Första slavkriget
Första slavkriget var ett misslyckat slavuppror på Sicilien som utspelade sig inom den Romerska republiken åren 135 f.Kr.–132 f.Kr..
Ledare för upproret var Eunus – en före detta slav som kallade sig profet – och en kilikier vid namn Cleon. Efter inledande militära framgångar sände den romerska senaten en stark romersk armé under ledning av Publius Rupilius för att kväsa upproret. Cleon dog i strid, medan Eunus dog i fångenskap innan något straff kunde utmätas mot honom.
Första slavkriget kom att bli det första av tre slavuppror inom det romerska riket, sammantaget kallat de romerska slavkrigen. Det mest kända och tillika sista av dessa leddes av Spartacus.